# Bracon flagellaris
Bracon flagellaris är en stekelart som beskrevs av Thomson 1892. Bracon flagellaris ingår i släktet Bracon och familjen bracksteklar. Arten är reproducerande i Sverige. Utöver nominatformen finns också underarten B. f. brevipennis.